# AlphaZero
AlphaZero — нейронная сеть, разработанная компанией DeepMind, которая использует обобщённый подход AlphaGo Zero. 5 декабря 2017 года коллектив DeepMind выпустил препринт программы AlphaZero, которая после тренировки в течение 24 часов смогла победить чемпионов мира среди программ по играм в шахматы, сёги и го (Stockfish, Elmo и трехдневный вариант AlphaGo Zero соответственно). Таким образом, в настоящее время искусственный интеллект AlphaZero является сильнейшей из всех программ для игр в сёгу и го. В шахматы силу AlphaZero нельзя оценить на данный момент, по причине нехватки партий, они не игрались с 2017 года.

## Отличия от AlphaGo Zero
AlphaZero (AZ) — это более обобщенный вариант алгоритма AlphaGo Zero (AGZ), который, кроме го, умеет также играть в сёги и шахматы. Различия между AZ и AGZ заключаются в том, что:
- AGZ имеет жёстко заданные правила для установленного поиска гиперпараметров.
- Нейронные сети обновляются постоянно.
- Го (в отличие от шахмат) симметрична относительно определённых отражений и поворотов; AGZ был запрограммирован так, чтобы воспользоваться этими симметриями, AZ — нет.
- Партии в шахматы и сёги (в отличие от Го) могут закончиться вничью, поэтому AZ должна учитывать возможность ничейного исхода игры.

## AlphaZero против Stockfish и Elmo
В то время как традиционные программы оценивают позиции в игре по признакам на основе опыта гроссмейстеров, AlphaZero использует для оценки глубокие нейронные сети, что требует больше времени на одну позицию. AlphaZero анализирует лишь 80 000 позиций на секунду в шахматах и 40 000 в сёги, по сравнению с 70 миллионов для Stockfish и 35 миллионов для Elmo. AlphaZero компенсирует низкое количество оценок в секунду использованием поиска Монте-Карло, таким образом, сосредотачиваясь гораздо более избирательно на наиболее перспективных вариантах.

## Результаты

### Шахматы
В шахматных партиях AlphaZero против Stockfish 8 каждая программа имела по одной минуте времени на ход. AlphaZero имела лучшее компьютерное оборудование относительно Stockfish. Из 100 игр с нормального начального положения AlphaZero выиграл 25 партий белыми, 3 чёрными и свёл вничью оставшиеся 72.

### Сёги
В ста играх в сёги против Elmo AlphaZero выиграл девяносто раз, восемь раз проиграл и две партии завершились вничью.

### Го
После 8 часов самостоятельного обучения игры в го, в матчах против предыдущей версии AlphaZero, AlphaZero выиграл шестьдесят игр и проиграл сорок.

### Критика
Некоторые гроссмейстеры, такие как Хикару Накамура и создатель Комодо Ларри Кауфман, подчеркнули, что силу AlphaZero не надо преувеличивать, утверждая, что результаты матча были бы другими, если бы программа имела доступ к дебютным базам (поскольку Stockfish был оптимизирован под этот сценарий).
AlphaZero победила Stockfish, лишив последнего доступа к дебютным базам и эндшпильным таблицам, играя с намного лучшим компьютерным оборудованием, чем у противника. Stockfish также была ограничена по времени принятия хода: нетипичный контроль времени, 1 минута на ход, не позволял глубоко задумываться в критических позициях. Кроме того, использовалась версия Stockfish 8, вышедшая год назад. Все четыре обстоятельства: нехватка мощности, ограничение по времени, отключение дебютной книги и использование устарелой версии внесли свой вклад в поражение Stockfish.
Сообщество программистов компьютерной игры в сёги также не полностью удовлетворено условиями матча AlphaZero — Elmo.

## Статья в Science
DeepMind опубликовала в декабре 2018 г. статью в журнале Science. AlphaZero работал не на суперкомпьютере, а на 4 TPU и CPU с 44 ядрами.

### Шахматы
Был использован движок Stockfish 8 на компьютерной мощности, аналогичной AlphaZero. Контроль времени — 3 часа плюс 15 секунд на ход. Из 1000 партий AlphaZero выиграл 155 партий, 6 проиграл, остальные закончились вничью.
В серии игр с заданными начальными положениями AlphaZero выиграл 95 партий из 100.

### Сёги
AlphaZero выиграл 98,2 % партий чёрными и 91,2 % из всех.

## Реакция
Газеты вышли с заголовками, что обучение шахматам заняло только четыре часа: «это было сделано за время чуть большее, чем промежуток между завтраком и обедом». Wired раскрутили AlphaZero как «первый искусственный интеллект, который является чемпионом многих настольных игр».
«Мне всегда было интересно, как это будет, когда высшие существа приземлятся на землю и покажут нам, как они играют в шахматы», — заявил датский гроссмейстер Питер Хейне Нильсен в интервью Би-би-си, «теперь я знаю». Норвежский гроссмейстер Йон Людвиг Хаммер охарактеризовал AlphaZero как «сумасшедшие атакующие шахматы» с глубокой позиционной игрой. Бывший чемпион мира Гарри Каспаров сказал: «это замечательное достижение, даже несмотря на то, что мы уже ожидали нечто подобное после успехов AlphaGo».
Гарри Каспаров назвал эту игру «шахматами из другого измерения», которые «потрясли [игру] до самого основания».